# Havana (Lied)
Havana ist ein Lied der kubanisch-US-amerikanischen Sängerin Camila Cabello, in Zusammenarbeit mit dem US-amerikanischen Rapper Young Thug. Das Lied erschien am 8. September 2017 als Single aus Cabellos Debütalbum Camila und avancierte zum weltweiten Nummer-eins-Hit.

## Beschreibung
Havana ist ein in mittelschnellem Tempo gehaltener Song, in dem Cabello die Verbundenheit zu ihrer kubanischen Heimatstadt Havanna betont. Er wird den Genres Latin und Pop zugeordnet. Die zweite Strophe singt Young Thug, in zwei alternativen Versionen von Havana übernehmen dies der puerto-ricanische Rapper Daddy Yankee beziehungsweise Cabello selbst.

## Musikvideo
Das offizielle Musikvideo zu Havana wurde am 24. Oktober 2017 veröffentlicht, Regie führte Dave Meyers.
Das Video wurde bis Dezember 2023 über eine Milliarde Mal abgerufen, die reine Audioversion über 1,9 Milliarden Mal und befindet sich damit unter den 100 meistaufgerufenen YouTube-Videos.

## Aufführungen
Cabello trat mit dem Song im US-amerikanischen Fernsehen unter anderem in The Tonight Show Starring Jimmy Fallon und The Today Show auf. Ein weiterer wichtiger Auftritt fand bei den MTV Europe Music Awards 2017 statt, wo Cabello für den besten Pop-Act ausgezeichnet wurde.

## Rezensionen
Billboard listet Havana auf Platz 19 der besten im Jahr 2017 veröffentlichten Songs.

## Kommerzieller Erfolg

### Chartplatzierungen
Im Vereinigten Königreich stieg Havana am 11. August 2017 auf Platz 53 ein, belegte später nach drei Wochen auf Platz zwei fünf Wochen lang die Spitzenposition und wurde damit zum ersten Nummer-eins-Hits in den britischen Charts von Cabello und Young Thug. In den Billboard Hot 100 hielt sich der Song für eine Woche auf Platz eins.
| ChartsChartplatzierungen       | Höchstplatzierung | Wochen |
| ------------------------------ | ----------------- | ------ |
| Deutschland (GfK)              | 2 (51 Wo.)        | 51     |
| Österreich (Ö3)                | 2 (42 Wo.)        | 42     |
| Schweiz (IFPI)                 | 2 (60 Wo.)        | 60     |
| Vereinigte Staaten (Billboard) | 1 (46 Wo.)        | 46     |
| Vereinigtes Königreich (OCC)   | 1 (57 Wo.)        | 57     |

| ChartsJahrescharts (2017)      | Platzierung |
| ------------------------------ | ----------- |
| Deutschland (GfK)              | 18          |
| Österreich (Ö3)                | 18          |
| Schweiz (IFPI)                 | 44          |
| Vereinigte Staaten (Billboard) | 96          |
| Vereinigtes Königreich (OCC)   | 18          |

| ChartsJahrescharts (2018)      | Platzierung |
| ------------------------------ | ----------- |
| Deutschland (GfK)              | 14          |
| Österreich (Ö3)                | 40          |
| Schweiz (IFPI)                 | 6           |
| Vereinigte Staaten (Billboard) | 4           |
| Vereinigtes Königreich (OCC)   | 17          |

| ChartsJahrescharts (2010–2019) | Platzierung |
| ------------------------------ | ----------- |
| Österreich (Ö3)                | 41          |
| Vereinigte Staaten (Billboard) | 59          |
| Vereinigtes Königreich (OCC)   | 37          |

### Auszeichnungen für Musikverkäufe
Laut Marktbericht der IFPI handelte es sich um das weltweit erfolgreichste Lied des Jahres 2018.
| Land/Region                  | Auszeichnungen für Musikverkäufe (Land/Region, Auszeichnung, Verkäufe) | Verkäufe   |
| ---------------------------- | ---------------------------------------------------------------------- | ---------- |
| Australien (ARIA)            | 10× Platin                                                             | 700.000    |
| Belgien (BRMA)               | 2× Platin                                                              | 60.000     |
| Brasilien (PMB)              | 3× Diamant                                                             | 480.000    |
| Chile (IFPI)                 | Gold                                                                   | 40.000     |
| Dänemark (IFPI)              | 3× Platin                                                              | 270.000    |
| Deutschland (BVMI)           | Diamant                                                                | 1.000.000  |
| Frankreich (SNEP)            | Diamant                                                                | 233.333    |
| Irland (IRMA)                | Platin                                                                 | 15.000     |
| Italien (FIMI)               | 4× Platin                                                              | 200.000    |
| Kanada (MC)                  | Diamant                                                                | 800.000    |
| Mexiko (AMPROFON)            | Diamant · + 3× Platin                                                  | 480.000    |
| Neuseeland (RMNZ)            | 7× Platin                                                              | 210.000    |
| Norwegen (IFPI)              | 2× Platin                                                              | 120.000    |
| Österreich (IFPI)            | 2× Platin                                                              | 60.000     |
| Peru (UNIMPRO)               | Gold                                                                   | 3.000      |
| Polen (ZPAV)                 | Diamant                                                                | 100.000    |
| Portugal (AFP)               | 4× Platin                                                              | 40.000     |
| Schweden (IFPI)              | 5× Platin                                                              | 400.000    |
| Schweiz (IFPI)               | 7× Platin                                                              | 140.000    |
| Spanien (Promusicae)         | 4× Platin                                                              | 240.000    |
| Vereinigte Staaten (RIAA)    | Diamant                                                                | 10.000.000 |
| Vereinigtes Königreich (BPI) | 4× Platin                                                              | 2.490.000  |
| Insgesamt                    | 2× Gold · 57× Platin · 9× Diamant ·                                    | 18.981.333 |

Hauptartikel: Camila Cabello/Auszeichnungen für Musikverkäufe

## Coverversionen
Es wurden zahlreiche Coverversionen und Remixe dieses Liedes veröffentlicht. Eine Version des YouTubers Maestro Ziikos, in welcher das Lied mittels Auto-Tune von Donald Trump gesungen wird, erfuhr dabei besondere Aufmerksamkeit (über 100 Millionen Aufrufe).